# Oberonia bifida
Oberonia bifida är en orkidéart som beskrevs av Rudolf Schlechter. Oberonia bifida ingår i släktet Oberonia och familjen orkidéer.

## Underarter
Arten delas in i följande underarter:
- O. b. bifida
- O. b. brachyloba